# Iași Open 2023 - Doppio maschile
Geoffrey Blancaneaux e Renzo Olivo erano i detentori del titolo ma hanno deciso di non partecipare al torneo.
In finale Nicolás Barrientos e Aisam-ul-Haq Qureshi hanno sconfitto Gabi Adrian Boitan e Bogdan Pavel con il punteggio di 6–3, 6–3.

## Teste di serie
1. Sriram Balaji /  Jeevan Nedunchezhiyan (primo turno)
2. Nicolás Barrientos /  Aisam-ul-Haq Qureshi (campioni)

1. Théo Arribagé /  Luca Sanchez (primo turno)
2. Luca Margaroli /  Michail Pervolarakis (primo turno)

## Wildcard
1. Gabi Adrian Boitan /  Bogdan Pavel (finale)

1. Pablo Cuevas /  Matei Cristian Onofrei (quarti di finale)

## Alternate
1. Tomás Lipovšek Puches /  Matías Zukas (primo turno)

## Tabellone

### Legenda
| - Q = Qualificato - WC = Wild card - LL = Lucky loser | - ALT = Alternate - SE = Special Exempt - PR = Protected Ranking | - w/o = Walkover - r = Ritirato - d = Squalificato |

|  | Primo turno | Primo turno                | Primo turno                | Primo turno | Primo turno |  |  | Quarti di finale | Quarti di finale           | Quarti di finale           | Quarti di finale           | Quarti di finale           |                     |   | Semifinali | Semifinali                      | Semifinali                      | Semifinali                              | Semifinali                              |   |   | Finale | Finale | Finale | Finale | Finale |  |
|  |             |                            |                            |             |             |  |  |                  |                            |                            |                            |                            |                     |   |            |                                 |                                 |                                         |                                         |   |   |        |        |        |        |        |  |
|  | 1           | S Balaji J Nedunchezhiyan  | S Balaji J Nedunchezhiyan  | 2           | 4           |  |  |                  |                            |                            |                            |                            |                     |   |            |                                 |                                 |                                         |                                         |   |   |        |        |        |        |        |  |
|  |             | JP Paz DA Tomescu          | JP Paz DA Tomescu          | 6           | 6           |  |  |                  | JP Paz DA Tomescu          | 2                          | 7                          | [7]                        |                     |   |            |                                 |                                 |                                         |                                         |   |   |        |        |        |        |        |  |
|  | WC          | GA Boitan B Pavel          | GA Boitan B Pavel          | 6           | 6           |  |  | WC               | GA Boitan B Pavel          | 6                          | 62                         | [10]                       |                     |   |            |                                 |                                 |                                         |                                         |   |   |        |        |        |        |        |  |
|  |             | C Crețu MA Jecan           | C Crețu MA Jecan           | 4           | 3           |  |  |                  |                            |                            |                            |                            |                     |   | WC         | GA Boitan B Pavel               | GA Boitan B Pavel               | GA Boitan B Pavel                       | w/o                                     |   |   |        |        |        |        |        |  |
|  | 4           | L Margaroli M Pervolarakis | 6                          | 60          | [7]         |  |  |                  |                            |                            | DN Mădăraș B Walkin        | DN Mădăraș B Walkin        | DN Mădăraș B Walkin |   |            |                                 |                                 |                                         |                                         |   |   |        |        |        |        |        |  |
|  |             | R Stepanov T Whiting       | 4                          | 7           | [10]        |  |  |                  | R Stepanov T Whiting       | R Stepanov T Whiting       | 3                          | 4                          |                     |   |            |                                 |                                 |                                         |                                         |   |   |        |        |        |        |        |  |
|  |             | DN Mădăraș B Walkin        | 6                          | 4           | [10]        |  |  |                  | DN Mădăraș B Walkin        | DN Mădăraș B Walkin        | 6                          | 6                          |                     |   |            |                                 |                                 |                                         |                                         |   |   |        |        |        |        |        |  |
|  | Alt         | T Lipovšek Puches M Zukas  | 4                          | 6           | [3]         |  |  |                  |                            |                            |                            |                            |                     |   | WC         | Gabi Adrian Boitan Bogdan Pavel | Gabi Adrian Boitan Bogdan Pavel | 3                                       | 3                                       |   |   |        |        |        |        |        |  |
|  |             | A Chepelev D Golubev       | A Chepelev D Golubev       | 5           | 1           |  |  |                  |                            |                            |                            |                            |                     |   |            |                                 | 2                               | Nicolás Barrientos Aisam-ul-Haq Qureshi | Nicolás Barrientos Aisam-ul-Haq Qureshi | 6 | 6 |        |        |        |        |        |  |
|  | WC          | P Cuevas MC Onofrei        | P Cuevas MC Onofrei        | 7           | 6           |  |  | WC               | P Cuevas MC Onofrei        | P Cuevas MC Onofrei        | 3                          | 2                          |                     |   |            |                                 |                                 |                                         |                                         |   |   |        |        |        |        |        |  |
|  |             | M Copil Z Kolář            | M Copil Z Kolář            | 6           | 7           |  |  |                  | M Copil Z Kolář            | M Copil Z Kolář            | 6                          | 6                          |                     |   |            |                                 |                                 |                                         |                                         |   |   |        |        |        |        |        |  |
|  | 3           | T Arribagé L Sanchez       | T Arribagé L Sanchez       | 4           | 64          |  |  |                  |                            |                            |                            |                            |                     |   |            | M Copil Z Kolář                 | M Copil Z Kolář                 | 65                                      | 5                                       |   |   |        |        |        |        |        |  |
|  |             | R Bonadio E Lavagno        | R Bonadio E Lavagno        | 6           | 6           |  |  |                  |                            | 2                          | N Barrientos A-u-H Qureshi | N Barrientos A-u-H Qureshi | 7                   | 7 |            |                                 |                                 |                                         |                                         |   |   |        |        |        |        |        |  |
|  |             | JP Ficovich JB Otegui      | JP Ficovich JB Otegui      | 4           | 4           |  |  |                  | R Bonadio E Lavagno        | R Bonadio E Lavagno        | 3                          | 4                          |                     |   |            |                                 |                                 |                                         |                                         |   |   |        |        |        |        |        |  |
|  |             | K Jacquet FC Jianu         | K Jacquet FC Jianu         | 4           | 1           |  |  | 2                | N Barrientos A-u-H Qureshi | N Barrientos A-u-H Qureshi | 6                          | 6                          |                     |   |            |                                 |                                 |                                         |                                         |   |   |        |        |        |        |        |  |
|  | 2           | N Barrientos A-u-H Qureshi | N Barrientos A-u-H Qureshi | 6           | 6           |  |  |                  |                            |                            |                            |                            |                     |   |            |                                 |                                 |                                         |                                         |   |   |        |        |        |        |        |  |